# Terminal Bimodal
Le Terminal Bimodal est la principale infrastructure de transport terrestre de la ville de Santa Cruz de la Sierra, (Bolivie). Ce terminal gère les départs et les arrivées des trains et bus locaux, nationaux et internationaux.
Le terminal est à l'origine construit dans le but d'agrandir la gare ferroviaire, la ville comptait alors deux anciennes et petites gares, l’estación argentina et l’estación brasileña. Cette nouvelle gare, bien que commode et moderne, est alors presque vide et en phase de déclin économique du fait du faible nombre de trains circulant dans la journée, à heures fixes.
La gare est ainsi remodelée en 2000 et un terminal de bus est ajouté au lieu. La gare est alors renommée Terminal Bimodal Santa Cruz de la Sierra et entraine la fermeture du terminal routier Julio Prado Montaño.
Ce terminal est un des principaux points d'accès à la ville de Santa Cruz de la Sierra.